# Bundesministerium für Gesundheit und Frauen

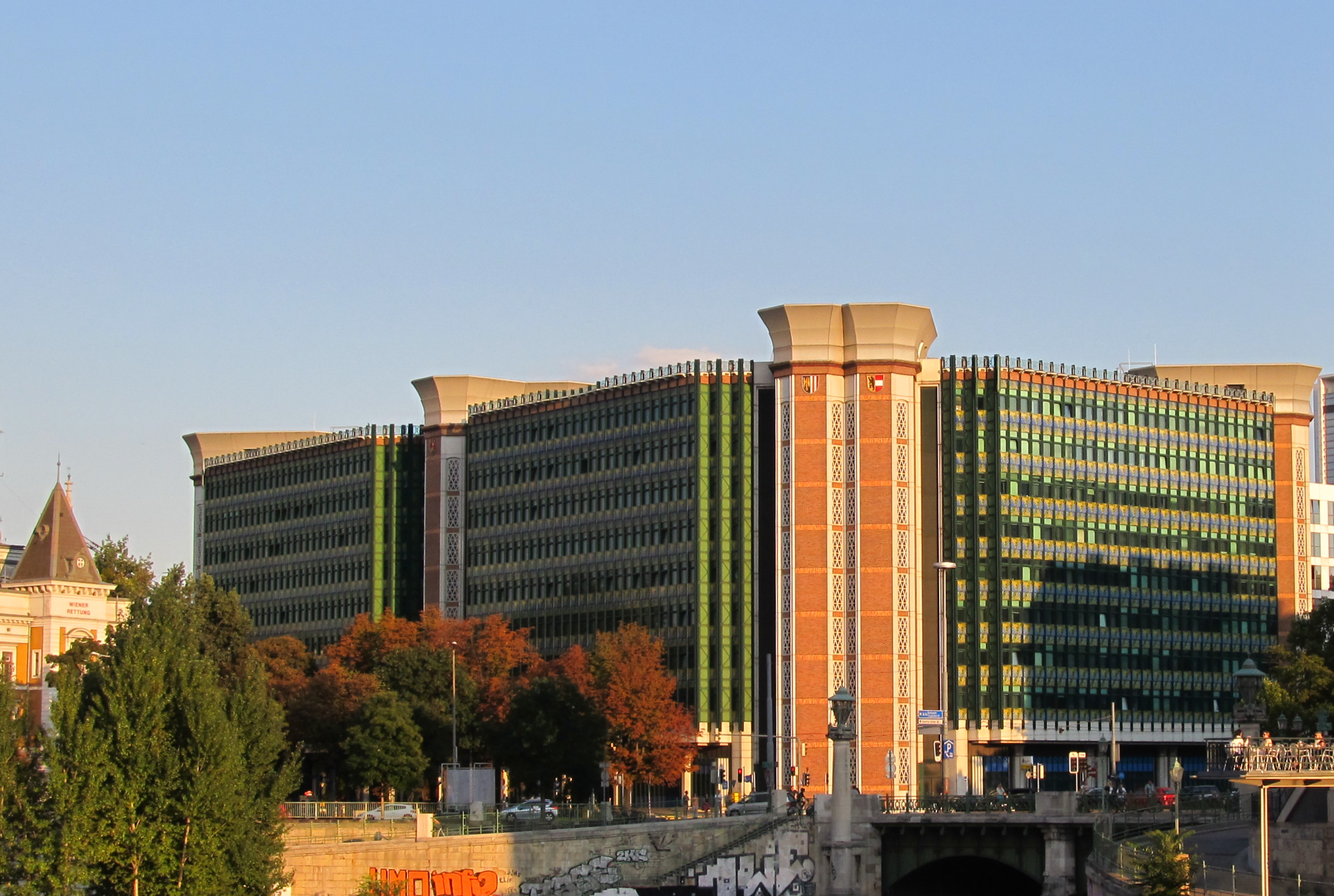
Bundesministerium für Gesundheit, Radetzkystraße 2 (Bundesamtsgebäude)

Das Bundesministerium für Gesundheit und Frauen (kurz BMGF; in Kurzform: Gesundheitsministerium) bezeichnete das vor allem für das Gesundheitswesen zuständige Ministerium Österreichs. Von 2009 bis 30. Juni 2016 waren die Frauen- und Gleichstellungsagenden im Bildungsministerium angesiedelt, das Ministerium wurde in dieser Zeit als Bundesministerium für Gesundheit (BMG) bezeichnet. Das Bundesministerium für Gesundheit wurde 2008 aus dem Bundesministerium für Gesundheit, Familie und Jugend gebildet.

## Geschichte
Das österreichische Gesundheitsministerium wurde schon 1918, im Ersten Weltkrieg, in den letzten Monaten des kaiserlichen Österreich (Cisleithanien), als k.k. Ministerium für Volksgesundheit gegründet, das erste solche Ministerium in Europa. Aufgebaut wurde es ab August 1917 vom Mediziner Johann (Ivan) Horbaczewski. Im November 1918 wurde es in Deutschösterreich Bestandteil des Staatsamtes für soziale Fürsorge, in dem es als Abteilung aufging. Diese wurde ab April 1919 unter der Leitung von Julius Tandler noch bis 10. November 1920 als Staatsamt für Volksgesundheit weitergeführt; an diesem Tag trat die Bundesverfassung in Kraft, in der wieder von Ministerien statt Staatsämtern gesprochen wurde. In der Folge war zumeist das Sozialministerium für das Gesundheitsressort zuständig. 1972 wurde wieder ein eigenes Gesundheitsministerium gegründet.  1987–1990 wurden die Gesundheitsangelegenheiten von einem Bundesminister im Bundeskanzleramt wahrgenommen, danach war es bis 1997 das Ministerium für Gesundheit und Konsumentenschutz. Nach weiteren Kompetenzkombinationen in späteren Jahren bestand von 2008 bis 2016 erstmals seit 1918 wieder ein Bundesministerium ausschließlich für Gesundheitsangelegenheiten. Seit Jänner 2018 werden die Agenden erneut im Sozialministerium (seit 2020 Bundesministerium für Soziales, Gesundheit, Pflege und Konsumentenschutz) geführt.
|      | Vor 1972 war für die Gesundheitsangelegenheiten großteils das Bundesministerium für soziale Verwaltung zuständig; Ausnahme war das Veterinärwesen, das zum Bundesministerium für Land- und Forstwirtschaft gehörte.                                                                                             | | |
| 1972 | Bundesministerium für Gesundheit und Umweltschutz | | |
| 1987 | Gesundheitsangelegenheiten von eigenem Bundesminister im Bundeskanzleramt wahrgenommen | | |
| 1991 | Bundesministerium für Gesundheit, Sport und Konsumentenschutz | | |
| 1996 | Bundesministerium für Gesundheit und Konsumentenschutz | | |
| 1997 | Bundesministerium für Arbeit, Gesundheit und Soziales Nahrungsmittelkontrolle und Veterinärwesen waren beim Bundeskanzleramt angesiedelt, eigene Bundesministerin für Frauenangelegenheiten und Verbraucherschutz im Kanzleramt.                                                                                | | |
| 2000 | Bundesministerium für soziale Sicherheit und Generationen | Bundesministerium für soziale Sicherheit und Generationen | Bundesministerium für soziale Sicherheit und Generationen |
| 2003 | Im Jahr 2003 wurden die Gesundheits- und Frauenagenden wieder aus dem Bundesministerium für soziale Sicherheit und Generationen, das ab diesem Zeitpunkt den Namen Bundesministerium für soziale Sicherheit, Generationen und Konsumentenschutz trägt, ausgegliedert, und in einem eigenen Ministerium vereint. | Im Jahr 2003 wurden die Gesundheits- und Frauenagenden wieder aus dem Bundesministerium für soziale Sicherheit und Generationen, das ab diesem Zeitpunkt den Namen Bundesministerium für soziale Sicherheit, Generationen und Konsumentenschutz trägt, ausgegliedert, und in einem eigenen Ministerium vereint. | Im Jahr 2003 wurden die Gesundheits- und Frauenagenden wieder aus dem Bundesministerium für soziale Sicherheit und Generationen, das ab diesem Zeitpunkt den Namen Bundesministerium für soziale Sicherheit, Generationen und Konsumentenschutz trägt, ausgegliedert, und in einem eigenen Ministerium vereint. |
| 2003 | Bundesministerium für Gesundheit und Frauen | | |
| 2007 | Das Ministerium gibt die Frauenangelegenheiten ab, die wieder als Bundesministerin für Frauenangelegenheiten im Bundeskanzleramt geführt werden, übernimmt aber die Familien- und Jugendangelegenheiten. | Das Ministerium gibt die Frauenangelegenheiten ab, die wieder als Bundesministerin für Frauenangelegenheiten im Bundeskanzleramt geführt werden, übernimmt aber die Familien- und Jugendangelegenheiten. | Das Ministerium gibt die Frauenangelegenheiten ab, die wieder als Bundesministerin für Frauenangelegenheiten im Bundeskanzleramt geführt werden, übernimmt aber die Familien- und Jugendangelegenheiten. |
| 2007 | Bundesministerium für Gesundheit, Familie und Jugend | | |
| 2008 | Im Jahr 2008 wurden die Familien- und Jugendangelegenheiten wieder ausgegliedert und nunmehr dem Wirtschaftsministerium zugeteilt, das nun Bundesministerium für Wirtschaft, Familie und Jugend hieß. | Im Jahr 2008 wurden die Familien- und Jugendangelegenheiten wieder ausgegliedert und nunmehr dem Wirtschaftsministerium zugeteilt, das nun Bundesministerium für Wirtschaft, Familie und Jugend hieß. | Im Jahr 2008 wurden die Familien- und Jugendangelegenheiten wieder ausgegliedert und nunmehr dem Wirtschaftsministerium zugeteilt, das nun Bundesministerium für Wirtschaft, Familie und Jugend hieß. |
| 2008 | Bundesministerium für Gesundheit | | |
| 2016 | Mit 1. Juli 2016 wurden die zwischenzeitlich im Bildungsministerium angesiedelten Frauen- und Gleichstellungsagenden wieder in das Gesundheitsministerium übertragen. | Mit 1. Juli 2016 wurden die zwischenzeitlich im Bildungsministerium angesiedelten Frauen- und Gleichstellungsagenden wieder in das Gesundheitsministerium übertragen. | Mit 1. Juli 2016 wurden die zwischenzeitlich im Bildungsministerium angesiedelten Frauen- und Gleichstellungsagenden wieder in das Gesundheitsministerium übertragen. |
| 2016 | Bundesministerium für Gesundheit und Frauen | | |
| 2020 | Bundesministerium für Soziales, Gesundheit, Pflege und Konsumentenschutz | | |
| 2025 | Bundesministerium für Arbeit, Soziales, Gesundheit, Pflege und Konsumentenschutz | | |

## Aufgaben
Das Bundesministerium für Gesundheit und Frauen war zuständig für:.
- Angelegenheiten des Gesundheitswesens.
  - Allgemeine Gesundheitspolitik.
  - Schutz vor Gefahren für den allgemeinen Gesundheitszustand der Bevölkerung einschließlich des überregionalen Gesundheitskrisenmanagements.
  - Strukturpolitik und -planung, Gesundheitssystementwicklung. Leistungsorientierte Finanzierung von Gesundheitsdienstleistungen, Informations- und Klassifikationssysteme im Gesundheitswesen, Gesundheitsberichterstattung, Qualität im Gesundheitswesen, Gesundheitsinformatik und Gesundheitstelematik.
  - Angelegenheiten der Gesundheitspflege, Gesundheitserziehung und Gesundheitsberatung.
  - Angelegenheiten des Mutter-Kind-Passes.
  - Angelegenheiten der Gesundheitsvorsorge einschließlich der Gesundheitsvorsorge für die schulbesuchende Jugend.
  - Angelegenheiten der Arbeitsmedizin.
  - Angelegenheiten der Sportmedizin.
  - Hygienewesen und Impfwesen.
  - Überwachung und Bekämpfung übertragbarer Krankheiten.
  - Angelegenheiten der Strahlenhygiene, des medizinischen Strahlenschutzes und der medizinischen Radiologie; medizinische Beurteilung der Anwendung ionisierender und nichtionisierender Strahlen sowie der Radiopharmaka.
  - Angelegenheiten der Kurorte und der natürlichen Heilvorkommen, der Heil- und Pflegeanstalten und der Volkspflegestätten.
  - Medizinische Angelegenheiten des Behindertenwesens.
  - Überwachung und Bekämpfung des Missbrauches von Alkohol und Suchtgiften einschließlich der bundesweiten Drogenkoordination.
  - Apotheken- und Arzneimittelwesen; Preisregelung auf diesem Gebiet; Angelegenheiten der Unabhängigen Heilmittelkommission.
  - Angelegenheiten des Gesundheitsschutzes in Bezug auf Heilbehelfe und Gebrauchsgegenstände.
  - Angelegenheiten des Suchtgiftverkehrs.
  - Angelegenheiten des Leichen- und Bestattungswesens.
  - Aus-, Fort- und Weiterbildung des Personals der öffentlichen Gesundheitsverwaltung.
- Angelegenheiten des Veterinärwesens.
  - Angelegenheiten der Anwendung von veterinärmedizinischen Arzneimitteln und tierärztlichen Mitteln, Desinfektionsmitteln und Tierimpfstoffen.
  - Angelegenheiten der Tierkörperbeseitigung.
  - Aus-, Fort- und Weiterbildung des Personals der öffentlichen Veterinärverwaltung.
  - Angelegenheiten der Tierärzte und der sonstigen Veterinärpersonen einschließlich der Angelegenheiten ihrer beruflichen Vertretung.
  - Allgemeine Angelegenheiten des Tierschutzes sowie Angelegenheiten des Schutzes von Tieren beim Transport.
- Angelegenheiten des Sanitäts- und Veterinärpersonals.
  - Angelegenheiten der Ärzte, Zahnärzte, Apotheker, Dentisten, Hebammen, klinischen Psychologen, Gesundheitspsychologen, Psychotherapeuten und der sonstigen Sanitäts- und Veterinärpersonen einschließlich der Angelegenheiten ihrer beruflichen Vertretung.
  - Aus-, Fort- und Weiterbildung der Ärzte, Zahnärzte, Tierärzte und Pharmazeuten nach ihrer Graduierung sowie der sonstigen Sanitäts- und Veterinärpersonen.
- Angelegenheiten der Nahrungsmittelkontrolle.
- Angelegenheiten des Verkehrs mit Lebensmitteln, Verzehrprodukten, Zusatzstoffen, kosmetischen Mitteln und Gebrauchsgegenständen.
  - Angelegenheiten der Schlachttier- und Fleischuntersuchung.
  - Nahrungsmittelhygiene.
  - Aus-, Fort- und Weiterbildung des Personals der öffentlichen Nahrungsmittelkontrolle.
- Allgemeine Angelegenheiten der Gentechnologie.
- Angelegenheiten der Krankenversicherung und der Unfallversicherung.
  - Dazu gehören insbesondere auch die Legistik und die Aufsicht in diesen Angelegenheiten.
- Koordination in Angelegenheiten der Frauen- und Gleichstellungspolitik.
- Koordination in Angelegenheiten des Gender Mainstreaming.
- Angelegenheiten der Gleichstellung der Frauen auf dem Arbeitsmarkt; Angelegenheiten der Gleichbehandlungskommission, der Bundes-Gleichbehandlungskommission und der Interministeriellen Arbeitsgruppe für Gleichbehandlungsfragen.

## Struktur
Das BMGF war folgendermaßen gegliedert:.
- Bundesminister
- Büro der Bundesministerin
- Sektion I: Gesundheitssystem, zentrale Koordination
- Sektion II: Recht und Gesundheitlicher Verbraucherschutz
- Sektion III: Öffentliche Gesundheit und medizinische Angelegenheiten
- Sektion IV: Frauenangelegenheiten und Gleichstellung

## Geschäftsbereiche
Das Bundesministerium für Gesundheit und Frauen hatte die nachgeordneten Dienststellen ELGA GmbH, AGES – Österreichische Agentur für Gesundheit und Ernährungssicherheit, Gesundheit Österreich GmbH (GÖG).